# SPT-CLJ2344-4243
SPT-CLJ2344-4243 (Klaster Feniksa) – gromada galaktyk położona w gwiazdozbiorze Feniksa, oddalona o około 5,7 miliardów lat świetlnych od Ziemi. Nazwa nawiązuje zarówno do gwiazdozbioru, w którym jest położona, jak również do niezwykle wysokiego tempa rodzenia się gwiazd w jej wnętrzu.
Gromada w Feniksie jest jedną z największych znanych gromad galaktyk, rywalizuje z nią odkryta w 2011 gromada ACT-CL J0102-4915. Średnica gromady szacowana jest na 7,3 milionów lat świetlnych, a jej masa jest około dwa tysiące razy większa od masy naszej Galaktyki.
Gromada w Feniksie została odkryta w 2010 przez South Pole Telescope znajdujący się na biegunie południowym. Od chwili odkrycia była obserwowana na różnych długościach fal przez 10 teleskopów działających na Ziemi i w przestrzeni kosmicznej (Teleskop kosmiczny Chandra).
W centrum gromady znajduje się masywna galaktyka, w której centralna supermasywna czarna dziura o masie około 20 miliardów mas Słońca zwiększa swoją masę o około 60 M☉ rocznie. W gromadzie powstaje rocznie 740 gwiazd, co jest nadzwyczaj wysokim tempem formowania nowych gwiazd, we wcześniejszej rekordzistce Abell 1835 powstawało jedynie około 100 gwiazd rocznie. Gromada w Feniksie jest najsilniejszym źródłem rentgenowskim wśród znanych gromad.